# الشرف (المحويت)

تعديل مصدري - تعديل

الشرف هي إحدى قرى عزلة الغربي الاعلى بمديرية المحويت التابعة لمحافظة المحويت، بلغ تعداد سكانها 236 نسمة حسب تعداد اليمن لعام 2004.